# Eintracht Frankfurt 1962-1963
Questa voce raccoglie le informazioni riguardanti l'Eintracht Frankfurt nelle competizioni ufficiali della stagione 1962-1963.

## Stagione
Nella stagione 1962-1963 l'Eintracht Francoforte, allenato da Paul Oßwald, concluse il campionato di Oberliga sud al 4º posto. Fu ammesso alla Bundesliga 1963-1964.

## Rosa
| N. |                     | Ruolo | Calciatore             |
| -- | ------------------- | ----- | ---------------------- |
|    | Germania (bandiera) | P     | Karl Eisenhofer        |
|    | Germania (bandiera) | P     | Egon Loy               |
|    | Germania (bandiera) | D     | Adolf Bechtold         |
|    | Germania (bandiera) | D     | Peter Büttner          |
|    | Germania (bandiera) | D     | Hans-Walter Eigenbrodt |
|    | Germania (bandiera) | D     | Willi Herbert          |
|    | Germania (bandiera) | D     | Hermann Höfer          |
|    | Germania (bandiera) | D     | Fritz Kübert           |
|    | Germania (bandiera) | D     | Friedel Lutz           |
|    | Germania (bandiera) | D     | Lothar Schämer         |
|    | Germania (bandiera) | D     | Eberhard Schymik       |
|    | Germania (bandiera) | D     | Richard Weber          |

| N. |                     | Ruolo | Calciatore       |
| -- | ------------------- | ----- | ---------------- |
|    | Germania (bandiera) | D     | Hans Weilbächer  |
|    | Germania (bandiera) | C     | Jürgen Friedrich |
|    | Germania (bandiera) | C     | Alfred Horn      |
|    | Germania (bandiera) | C     | Ludwig Landerer  |
|    | Germania (bandiera) | C     | Dieter Stinka    |
|    | Germania (bandiera) | A     | Erich Hahn       |
|    | Germania (bandiera) | A     | Dieter Kraft     |
|    | Germania (bandiera) | A     | Richard Kreß     |
|    | Germania (bandiera) | A     | Dieter Lindner   |
|    | Germania (bandiera) | A     | Wolfgang Solz    |
|    | Germania (bandiera) | A     | Erwin Stein      |

## Organigramma societario
Area tecnica
- Allenatore: Paul Oßwald
- Allenatore in seconda: Ivan Horvat
- Preparatore dei portieri:
- Preparatori atletici:
- Analisi video:

## Calciomercato

### Sessione estiva
| Acquisti | Acquisti         | Acquisti                  | Acquisti |
| R.       | Nome             | da                        | Modalità |
| -------- | ---------------- | ------------------------- | -------- |
| P        | Karl Eisenhofer  | FSV Francoforte           |          |
| C        | Jürgen Friedrich | Eintracht Francoforte U19 |          |
| A        | Erich Hahn       | Hessen Kassel             |          |

| Cessioni | Cessioni      | Cessioni                 | Cessioni |
| R.       | Nome          | a                        | Modalità |
| -------- | ------------- | ------------------------ | -------- |
| A        | Ernst Kreuz   | Amburgo                  |          |
| D        | Ernst Kudrass | Eintracht Francoforte II |          |
| A        | Erich Meier   | Kaiserslautern           |          |

## Risultati

### Oberliga sud

#### Girone di andata
| Arbitro: | Jacobi |

|  |           |                                        |
|  | Marcatori | 5’, 57’, 59’ Schämer 12’ Hahn 62’ Kreß |

| Arbitro: | Heumann |

|           |           |  |
| Stein 74’ | Marcatori |  |

| Fürth 2 settembre 1962 3ª giornata | Fürth    | 0 – 0 referto | Eintracht Francoforte | Sportpark Ronhof (11 000 spett.)\| Arbitro: \| Deuschel \| |
| Arbitro:                           | Deuschel |               |                       |                                                            |

| Arbitro: | Neumeier |

|                          |           |                 |
| Hahn 24’ (rig.) Solz 31’ | Marcatori | 28’ (rig.) Bast |

| Kassel 16 settembre 1962 5ª giornata | Hessen Kassel | 0 – 0 referto | Eintracht Francoforte | Auestadion (15 000 spett.)\| Arbitro: \| Schäffer \| |
| Arbitro:                             | Schäffer      |               |                       |                                                      |

| Arbitro: | Tschenscher |

|                                                |           |  |
| Stein 15’ Stinka 32’ Schämer 46’, 60’ Solz 62’ | Marcatori |  |

| Arbitro: | Siebert |

|                                 |           |           |
| Lindner 22’, 38’, 77’ Greim 86’ | Marcatori | 31’ Stein |

| Arbitro: | Handwerker |

|                             |           |  |
| Schämer 28’ Horn 34’ (rig.) | Marcatori |  |

| Arbitro: | Kreitlein |

|                                                     |           |                           |
| Baumann 4’ (rig.) Schweighöfer 14’ Weber 84’ (aut.) | Marcatori | 19’, 27’ Lindner 57’ Solz |

| Arbitro: | Jacobi |

|                                        |           |                              |
| Schämer 39’ Stinka 55’ Horn 60’ (rig.) | Marcatori | 16’, 34’ Albrecht 75’ Strehl |

| Arbitro: | Kandlbinder |

|                                      |           |                         |
| Geisert 23’ Ruppenstein 38’ Marx 54’ | Marcatori | 36’, 73’ Stein 37’ Solz |

| Francoforte sul Meno 10 novembre 1962 12ª giornata | Eintracht Francoforte | 0 – 0 referto | BC Augusta | Waldstadion (10 000 spett.)\| Arbitro: \| Deuschel \| |
| Arbitro:                                           | Deuschel              |               |            |                                                       |

| Arbitro: | Riegg |

|           |           |           |
| Ruoff 48’ | Marcatori | 68’ Stein |

| Arbitro: | Eisemann |

|                       |           |                           |
| Hahn 75’ Landerer 88’ | Marcatori | 24’ Biesinger 90’ Schießl |

| Arbitro: | Siebert |

|  |           |                                                 |
|  | Marcatori | 39’, 62’ Stein 61’ Horn 63’ Lindner 85’ Schymik |

#### Girone di ritorno
| Arbitro: | Handwerker |

|                    |           |               |
| Stein 68’ Solz 71’ | Marcatori | 26’ Giesemann |

| Arbitro: | Tschenscher |

|              |           |  |
| Zipperer 16’ | Marcatori |  |

| Arbitro: | Hubbuch |

|              |           |              |
| Solz 7’, 53’ | Marcatori | 1’ Schneider |

| Arbitro: | Riegg |

|          |           |             |
| Bast 76’ | Marcatori | 85’ Lindner |

| Arbitro: | Fischer |

|  |           |         |
|  | Marcatori | 61’ Alt |

| Arbitro: | Kandlbinder |

|           |           |                |
| Nuber 35’ | Marcatori | 78’ Eigenbrodt |

| Arbitro: | Fritz |

|                    |           |  |
| Stein 21’ Horn 30’ | Marcatori |  |

| Arbitro: | Jacobi |

|                                     |           |         |
| Stemmer 45’ (rig.) Brunnenmeier 68’ | Marcatori | 5’ Horn |

| Arbitro: | Kreitlein |

|                        |           |                             |
| Friedrich 15’ Horn 25’ | Marcatori | 9’ Schweighöfer 35’ Gehling |

| Arbitro: | Handwerker |

|                      |           |                                        |
| Haseneder 54’ (rig.) | Marcatori | 4’ Schämer 45’ (aut.) Hilpert 67’ Solz |

| Arbitro: | Betz |

|                        |           |          |
| Horn 52’ Friedrich 72’ | Marcatori | 42’ Wild |

| Arbitro: | Eisemann |

|  |           |           |
|  | Marcatori | 51’ Stein |

| Arbitro: | Jacobi |

|                             |           |              |
| Schämer 10’ Horn 50’ (rig.) | Marcatori | 63’ Beichter |

| Arbitro: | Ommerborn |

|  |           |                                 |
|  | Marcatori | 5’ Stein 58’ Friedrich 88’ Kreß |

| Arbitro: | Seiler |

|          |           |                         |
| Kreß 68’ | Marcatori | 28’ Lechner 85’ Metzger |

## Statistiche

### Statistiche di squadra
| Competizione | Punti | In casa | In casa | In casa | In casa | In casa | In casa | In trasferta | In trasferta | In trasferta | In trasferta | In trasferta | In trasferta | Totale | Totale | Totale | Totale | Totale | Totale | DR  |
| Competizione | Punti | G       | V       | N       | P       | Gf      | Gs      | G            | V            | N            | P            | Gf           | Gs           | G      | V      | N      | P      | Gf     | Gs     | DR  |
| ------------ | ----- | ------- | ------- | ------- | ------- | ------- | ------- | ------------ | ------------ | ------------ | ------------ | ------------ | ------------ | ------ | ------ | ------ | ------ | ------ | ------ | --- |
| Oberliga sud | 39    | 15      | 9       | 4       | 2       | 28      | 15      | 15           | 5            | 7            | 3            | 28           | 17           | 30     | 14     | 11     | 5      | 56     | 32     | +24 |
| Totale       | 39    | 15      | 9       | 4       | 2       | 28      | 15      | 15           | 5            | 7            | 3            | 28           | 17           | 30     | 14     | 11     | 5      | 56     | 32     | +24 |

### Andamento in campionato
| Giornata  | 1 | 2 | 3 | 4 | 5 | 6 | 7 | 8 | 9 | 10 | 11 | 12 | 13 | 14 | 15 | 16 | 17 | 18 | 19 | 20 | 21 | 22 | 23 | 24 | 25 | 26 | 27 | 28 | 29 | 30 |
| --------- | - | - | - | - | - | - | - | - | - | -- | -- | -- | -- | -- | -- | -- | -- | -- | -- | -- | -- | -- | -- | -- | -- | -- | -- | -- | -- | -- |
| Luogo     | T | C | T | C | T | C | T | C | T | C  | T  | C  | T  | C  | T  | C  | T  | C  | T  | C  | T  | C  | T  | C  | T  | C  | T  | C  | T  | C  |
| Risultato | V | V | N | V | N | V | P | V | N | N  | N  | N  | N  | N  | V  | V  | P  | V  | N  | P  | N  | V  | P  | N  | V  | V  | V  | V  | V  | P  |
| Posizione | 1 | 1 | 1 | 1 | 2 | 1 | 3 | 2 | 2 | 3  | 3  | 3  | 3  | 4  | 4  | 3  | 4  | 4  | 4  | 4  | 4  | 4  | 4  | 4  | 4  | 4  | 4  | 4  | 3  | 4  |

Legenda:

Luogo: C = Casa; T = Trasferta. Risultato: V = Vittoria; N = Pareggio; P = Sconfitta.

### Statistiche dei giocatori
| A. Bechtold   | 0  | 0  | 0 | 0 |
| P. Büttner    | 0  | 0  | 0 | 0 |
| H. Eigenbrodt | 10 | 1  | 0 | 0 |
| K. Eisenhofer | 0  | 0  | 0 | 0 |
| J. Friedrich  | 7  | 3  | 0 | 0 |
| E. Hahn       | 6  | 3  | 0 | 0 |
| W. Herbert    | 0  | 0  | 0 | 0 |
| A. Horn       | 28 | 8  | 0 | 0 |
| H. Höfer      | 26 | 0  | 0 | 0 |
| D. Kraft      | 2  | 0  | 0 | 0 |
| R. Kreß       | 30 | 3  | 0 | 0 |
| F. Kübert     | 0  | 0  | 0 | 0 |
| L. Landerer   | 30 | 1  | 0 | 0 |
| D. Lindner    | 16 | 4  | 0 | 0 |
| E. Loy        | 30 | 0  | 0 | 0 |
| F. Lutz       | 22 | 0  | 0 | 0 |
| E. Schymik    | 14 | 1  | 0 | 0 |
| L. Schämer    | 22 | 9  | 0 | 0 |
| W. Solz       | 30 | 8  | 0 | 0 |
| E. Stein      | 26 | 12 | 0 | 0 |
| D. Stinka     | 16 | 2  | 0 | 0 |
| R. Weber      | 9  | 0  | 0 | 0 |
| H. Weilbächer | 6  | 0  | 0 | 0 |